# Onomyšl
Onomyšl (německy Wonomischl) je obec v okrese Kutná Hora ve Středočeském kraji. Leží asi třináct kilometrů jihozápadně od Kutné Hory. Žije v ní 356 obyvatel. Obcí protéká Onomyšlský potok. Součástí obce jsou i vesnice Budy, Křečovice, Miletín a Rozkoš.

## Historie
První písemná zmínka o obci pochází z roku 1290.
V obci Onomyšl (přísl. Budy, 277 obyvatel) byly v roce 1932 evidovány tyto živnosti a obchody: hostinec, kovář, 7 rolníků, řezník, obchod se smíšeným zbožím, trafika, truhlář.
Ve vsi Křečovice (209 obyvatel, samostatná obec se později stala součástí Onomyšle) byly v roce 1932 evidovány tyto živnosti a obchody: 2 hostince, kovář, krejčí, 3 rolníci, obchod se smíšeným zbožím, trafika.
Ve vsi Miletín (185 obyvatel, samostatná ves se později stala součástí Onomyšle) byly v roce 1932 evidovány tyto živnosti a obchody: družstvo pro rozvod elektrické energie v Miletíně, 2 hostince, mlýn, 2 obchody se smíšeným zbožím, trafika.

## Obyvatelstvo
| Rok            | 1869 | 1880 | 1890 | 1900 | 1910 | 1921 | 1930 | 1950 | 1961 | 1970 | 1980 | 1991 | 2001 | 2011 | 2021 |
| -------------- | ---- | ---- | ---- | ---- | ---- | ---- | ---- | ---- | ---- | ---- | ---- | ---- | ---- | ---- | ---- |
| Počet obyvatel | 866  | 857  | 868  | 798  | 807  | 775  | 694  | 484  | 422  | 379  | 342  | 285  | 262  | 290  | 310  |
| Počet domů     | 139  | 146  | 149  | 143  | 142  | 141  | 152  | 152  | 136  | 135  | 102  | 106  | 145  | 150  | 154  |

## Obecní správa

### Územněsprávní začlenění
Dějiny územněsprávního začleňování zahrnují období od roku 1850 do současnosti. V chronologickém přehledu je uvedena územně administrativní příslušnost obce v roce, kdy ke změně došlo:
- 1850 země česká, kraj Pardubice, politický okres Kolín, soudní okres Uhlířské Janovice[9]
- 1855 země česká, kraj Čáslav, soudní okres Uhlířské Janovice
- 1868 země česká, politický okres Kutná Hora, soudní okres Uhlířské Janovice
- 1939 země česká, Oberlandrat Kolín, politický okres Kutná Hora, soudní okres Uhlířské Janovice[10]
- 1942 země česká, Oberlandrat Praha, politický okres Kutná Hora, soudní okres Uhlířské Janovice[11]
- 1945 země česká, správní okres Kutná Hora, soudní okres Uhlířské Janovice[12]
- 1949 Pražský kraj, okres Kutná Hora[13]
- 1960 Středočeský kraj, okres Kutná Hora
- 2003 Středočeský kraj, obec s rozšířenou působností Kutná Hora

### Obecní symboly
Dne 25. dubna 2018 bylo schváleno usnesením výboru pro vědu, vzdělání, kulturu, mládež a tělovýchovu udělení znaku a vlajky obce. Znak a vlajka byly obci uděleny rozhodnutím předsedy Poslanecké sněmovny Parlamentu České republiky dne 3. května 2018.

## Doprava
Dopravní síť
- Pozemní komunikace – Obcí prochází silnice II/337 Uhlířské Janovice - Onomyšl - Malešov - Čáslav - Ronov nad Doubravou.

- Železnice – Železniční trať ani stanice na území obce nejsou.

Veřejná doprava 2011
- Autobusová doprava – Obcí projížděly v pracovních dnech příměstské autobusové linky z Kutné Hory do Kácova, Petrovic, Sázavy a Uhlířských Janovic (dopravce Veolia Transport Východní Čechy, a. s.). O víkendu byla obec bez dopravní obsluhy.